# Marcela Skuherská
Marcela Skuherská (* 14. Februar 1961 in Přerov) ist eine ehemalige tschechoslowakische Tennisspielerin.

## Karriere
Marcela Skuherská gewann auf der WTA Tour einen Doppeltitel. Wegen einer Knieverletzung beendete sie ihre Karriere.
1983 und 1984 wurde sie für die tschechoslowakische Fed-Cup-Mannschaft aufgestellt; von ihren sechs Begegnungen gewann sie fünf. In beiden Jahren gewann die Mannschaft den Wettbewerb.

## Persönliches
1987 heiratete sie den tschechischen Sänger Michal David und hat mit ihm eine Tochter. Sie studierte an der Wirtschaftsuniversität Prag Service und Tourismus.

## Turniersiege

### Doppel
| Nr. | Datum       | Turnier | Kategorie | Belag           | Partnerin        | Finalgegnerinnen              | Ergebnis |
| --- | ----------- | ------- | --------- | --------------- | ---------------- | ----------------------------- | -------- |
| 1.  | Januar 1984 | Hershey | WTA       | Teppich (Halle) | Kateřina Böhmová | Ann Henricksson Nancy Yeargin | 6:1, 6:3 |